# Стиента
Стиѐнта (на италиански: Stienta) е малко градче и община в Северна Италия, провинция Ровиго, регион Венето. Разположено е на 9 m надморска височина. Населението на общината е 3391 души (към 2012 г.).